# أسعد الشقيري
الشيخ أسعد خليل أفندي الشقيري (1860 - 1940). عالم دين وشيخ فلسطيني ومفتي الجيش العثماني الرابع في عهد السلطان العثماني عبد الحميد الثاني .

## ترجمته
ولد أسعد الشقيري في مدينة عكا بفلسطين عام 1860، والتحق بمدرستها الابتدائية، وفي عام 1875 رحل إلى الأزهر ودخل رواق الشوام فيه، وواظب على حلقات دروس الشيخ جمال الدين الأفغاني ثم الشيخ محمد عبده، وبعد إنهاء دراسته في الأزهر عاد إلى عكا والتحق بالقضاء الشرعي، فعين قاضي المحكمة الشرعية في شفا عمرو. وفي سنة 1904 عُين مستنطقاً (قاضي تحقيق) في اللاذقية. وفي سنة 1905 انتقل الشقيري إلى الآستانة وهناك تعرف إلى الشيخ السوري المتصوف أبو الهدى الصيادي وأصبح من مقربيه فعينه أميناً من أمناء مكتبة السلطان عبد الحميد. وبعد فترة عُين رئيساً لمحكمة الاستئناف الشرعية في مدينة أضنة، وفيها تزوج سيدة تركية أنجبت له ثلاثة أبناء. وأخذ يتردد على الآستانة وفيها تزوج سيدة تركية أخرى أنجبت له ابنه أحمد الشقيري. ونتيجة لنشاطه السياسي وصلاته ببعض زعماء الإصلاح، أمثال عبد الحميد الزهراوي، أوجس السلطان عبد الحميد خيفة منه فأمر باعتقاله وإبعاده إلى قلعة تبنين في جنوب لبنان.
وبعد إعلان الدستور العثماني سنة 1908، أفرج عنه فعاد بعائلته إلى عكا، ورشح نفسه لعضوية مجلس المبعوثان العثماني، فانتخب وأصبح ممثل عكا في المجلس، وفي استانبول جدد علاقاته برجال حزب الاتحاد والترقي أمثال أحمد جمال باشا وأنور باشا وطلعت باشا، فانضم إليهم وأصبح من أركان هذا الحزب، وساهم مع شكري الحسيني في فتح فرع للحزب في القدس ونشر الدعاية له في أنحاء فلسطين. وكان الشيخ أسعد الشقيري من أبرز أنصار الفكرة الإسلامية العثمانية قبيل الحرب العالمية الأولى، فحارب أفكار جمعية اللامركزية ودعوات الاستقلال والانفصال عن الإمبراطورية العثمانية.
كما انتخب الشقيري نائباً في مجلس المبعوثان مرة أخرى في الدورة الثالثة سنة 1912، وبقي فيه حتى سنة 1914 وخلال تلك المدة أبدى حماسة منقطعة النظير للدولة العثمانية، ولما عقد المؤتمر العربي العام في باريس سنة 1913 اشترك الشقيري في إنشاء حزب معارض له ومؤيد للفكرة الإسلامية، وسافر أيضاً مع وفد يمثل بلاد الشام إلى الآستانة لتأكيد ولاء العرب للدولة العثمانية.
وبعد إعلان الحرب العالمية الأولى عام 1914 عُين الشيخ أسعد الشقيري مفتياً للجيش الرابع وأصبح أحد المقربين من قائده جمال باشا السفاح، ورأس في تلك الفترة البعثة الإسلامية العربية التي خرجت من دمشق عام 1915 لتعلن ولاء أهالي الشام للدولة العثمانية، وقد ارتبط اسم الشيخ أسعد أيام الحرب العالمية الأولى بقضية إعدام أحرار العرب الناشطين في الجمعيات القومية والوطنية، حيث اتهم بأنه وشى إلى جمال السفاح ببعض هؤلاء وأوغر صدره عليهم. فكان من الطبيعي أن يذكر له هذا الدور وأن تهاجمه الصحافة الفلسطينية فيما بعد. وقد تبرأ من تلك التهمة ودافع عن نفسه، وكذلك فعل نجله أحمد الشقيري ومجموعة من علماء دمشق استشهدت بمذكرات جمال باشا نفسه لإثبات البراءة.
ولما انسحب الجيش العثماني من فلسطين لجأ أسعد الشقيري إلى مدينة أضنة في تركيا وأقام بضعة شهور لدى أهل زوجته إلى أن هدأت الحال، فانتقل إلى حيفا وهناك بادرت السلطات البريطانية إلى اعتقاله بحكم صلاته الودية بالمسؤولين الأتراك، فنقلته إلى معتقل (أبي قير) بالقرب من الإسكندرية حيث بقي أربعة عشر شهراً، فعاد إلى عكا عام 1921، وبقي بضعة شهور يثبت وجوده لدى الحاكم العسكري البريطاني حتى إنشاء حكم الانتداب المدني.
كان الشيخ أسعد الشقيري في بداية حكم الانتداب من أجدر الناس علماً وثقافة، فلما تسلم الحاج أمين الحسيني رئاسة المجلس الإسلامي الأعلى لم يعطه مكاناً في الحركة الوطنية، فانضم إلى صفوف المعارضة. وبقي حتى سقوط الإمبراطورية العثمانية مؤمناً بالفكرة الإسلامية العثمانية مدافعاً عنها ومعادياً لحركة القومية العربية، وقد كتب عدة مقالات في الصحف معارضاً القومية العربية وتنظيماتها، ومؤكداً أنه في ظل الدولة العثمانية كان للعرب حقوق المساواة التامة.
وبعد إقامة الجمهورية التركية ظل الشقيري على علاقات ودية مع كمال أتاتورك، وقد أرسل له هذا صناديق مملوءة بنفائس الكتب العربية النادرة على سبيل الذكرى بعد استبدال الحروف العربية باللاتينية في اللغة التركية. وكان لانضمام الشقيري إلى صفوف المعارضة أثر كبير في الجليل وشمال فلسطين، فقد أصبح هذا الجزء من فلسطين من أقوى معاقل المعارضة للمجلسيين، ودعم الشقيري (الحزب الوطني العربي) وتنظيمات (الجمعيات الإسلامية الوطنية) المعارضة للجنة التنفيذية وللمجلس الإسلامي برئاسة آل الحسيني.
وفي أواخر العشرينات، انقسمت المعارضة على نفسها، فساهم أسعد الشقيري مساهمة كبيرة في إقامة حزب الأحرار سنة 1930. وعندما دعا الحاج أمين الحسيني إلى عقد المؤتمر الإسلامي العام في كانون الأول 1931 توحدت المعارضة مرة أخرى لمقاطعة المؤتمر ومحاربته. وبالتعاون مع الإنجليز دعا رجال المعارضة إلى مؤتمر آخر سموه (مؤتمر الأمة الإسلامية الفلسطينية) في أثناء انعقاد المؤتمر الإسلامي العام. وكان أسعد الشقيري وراغب النشاشيبي على رأس القيمين على هذا المؤتمر الذي أثار سخطاً عاماً لدى الجهات الوطنية داخل فلسطين وخارجها، وكان أبرز مقررات المؤتمر المعارض مقاومة المجلس الإسلامي ورئيسه الحاج أمين الحسيني. واشتد عود المعارضة في الثلاثينات، ودعا أقطابها إلى إقامة (حزب الدفاع الوطني) في كانون الأول 1934. وقد خطب الشيخ الشقيري في مؤتمر الحزب في يافا مهاجماً القيادة الوطنية.
وظل الشقيري على مواقفه من المجلس الإسلامي والحاج أمين الحسيني حتى آخر أيامه قطباً من أقطاب المعارضة في شمال فلسطين، وفي أيام الثورة التي نشبت سنة 1936اغتيل ابنه الدكتور أنور وكان هذا الاغتيال إحدى نتائج الخصومات السياسية العشائرية بين المجلسيين والمعارضة التي استغلها الإنجليز والصهاينة لإنهاك الحركة الوطنية وشلها عملياً. ولم يعمر الشقيري بعد وفاة نجله فتوفي في شباط عام 1940، ودفن في مقبرة الشيخ مبارك في مدينة عكا.
وكان للشيخ أسعد مذكرات أملاها على شقيقه قاسم الشقيري، وبعد وفاة أسعد تسلمها نجله أحمد الشقيري ليعيد النظر فيها، ولكنه لم يتم تنقيحها، فظلت في أوراقه حتى احتل اليهود عكا سنة 1948، فنهبت المكتبة وضاعت تلك لمذكرات أيضاً.